# 갈 수 없는 나라 (1987년 드라마)
《갈 수 없는 나라》는 1987년 8월 17일부터 1987년 8월 25일까지 방영된 문화방송 월화 미니시리즈로, 연속된 살인사건을 소재로 하여 도덕적으로 타락되어가는 사회를 고발하고 아울러 그 속에서 본래의 인과응보 법칙으로 얻어지는 진실의 소중함을 강조한 드라마이다.

## 줄거리
사회부 신출내기 기사 한동희는 선배 기자와 함께 ‘재벌2세 5인방’으로 불리는 배수빈의 나이트클럽에 초대됐다가 충격적인 살인사건을 목격한다. 5인방 중 한 사람인 김상철이 춤을 추던 중 살해된 것이다. 경찰은 전과자인 윤두식을 범인으로 체포하지만 알리바이가 있어 사건은 오리무중으로 빠진다.

## 등장 인물
- 이호재 : 반 형사 역
- 오혜림 : 나영 역
- 한애경 : 한동희 역
- 이경호
- 윤순홍
- 이원재
- 박창선
- 현석
- 김혜자
- 신혜수
- 홍계일
- 홍순창
- 김영석
- 양택조
- 문회원
- 박윤배

## 참고 사항
- 아역 박창선은 철로변 회상 장면을 촬영하던 중 달려오는 기차를 발견하고 동료 아역 출연자들을 밀쳐냈으나 미처 피하지 못해 목숨을 잃었다.[3] 철도청에 공문을 보내 허가를 받고 안전요원을 배치해야 하나 제작 시간이 촉박하다는 이유로 절차를 무시한 결과였다.[4]
- 위 사건으로 문화방송 제작부 조연출자 이강훈이 업무상 과실치사상 혐의로 구속되었다.[5]